# Спенсер-Черчилль, Джон Альберт Уильям, 10-й герцог Мальборо
Джон Альберт Уильям Спенсер-Черчилль, 10-й герцог Мальборо (18 сентября 1897 — 11 марта 1972) — британский аристократ и английский пэр. Старший сын Чарльза Спенсера-Черчилля (1871—1934), 9-го герцога Мальборо (1892—1934), и его первой жены Консуэло Вандербильт (1877—1964).

## Биография
Родился 18 сентября 1897 года в Лондоне. С рождения до 1934 года носил титул маркиза Блэндфорда. Получил образование в Итонском колледже. В 1914 году вступил в лейб-гвардию в чине лейтенанта и принял участие в Первой мировой войне. После войны продолжил обучение в колледже Крайст-Чёрч в Оксфорде.
30 июня 1934 года после смерти своего отца Джон Альберт Уильям Спенсер-Черчилль стал 10-м герцогом Мальборо и членом Палаты лордов. В 1936 году он был заместителем лорда-наместника Оксфордшира и мировым судьёй этого графства. В 1937—1942 годах — мэра города Вудстока. В 1942 году он был произведён в чин подполковника.
11 марта 1972 года 74-летний герцог Мальборо скончался, он был похоронен вместе с первой женой в церкви Святого Мартина в Блейдоне.

## Браки и дети
17 февраля 1920 года в Лондоне первым браком женился на Александре Мэри Кадоган (22 февраля 1900 — 23 мая 1961), дочери Генри Кадогана, виконта Челси, сына и наследника Джорджа Генри Кадогана, 5-го графа Кадогана. Они имели двух сыновей и трёх дочерей:
- Леди Консуэло Сара Спенсер-Черчилль (17 декабря 1921— 13 октября 2000), 1-й муж с 14 мая 1943 года Эдвин Фармиан Рассел (род. 15 июля 1914). Супруги имели четырёх детей и развелись 7 октября 1966 года. 2-й муж с 11 ноября 1966 года — Гай Бургос Осса, развод в 1967 году. 3-й муж с 1967 года — Теодорус Роубанис.
- Леди Кэролайн Спенсер-Черчилль (12 ноября 1923—1992), муж с 5 декабря 1946 года майор Чарльз Уотерхаус (род. 11 июня 1918). Супруги имели трёх детей.
- Джон Джордж Вандербильт Генри Спенсер-Черчилль, 11-й герцог Мальборо (13 апреля 1926 — 16 октября 2014).
- Леди Милдред Розмари Спенсер-Черчилль (род. 24 июля 1929), муж с 26 июня 1953 года Чарльз Роберт Мюир (ум. 1972). Супруги имели трёх детей.
- Лорд Чарльз Джордж Уильям Колин Спенсер-Черчилль (род. 13 июля 1940), был дважды женат. 23 июля 1955 года женился первым браком на Джиллиан Спреклес Фуллер, брак с которой был расторгнут в 1968 году. Вторично в 1970 году женился на Элизабет Джейн Уиндхем (род. 1948), внучатой племяннице Нэнси Ланкастер. Во втором браке супруги имели трёх детей.

26 января 1972 года, за шесть недель до своей смерти, герцог Мальборо вторично женился на Фрэнсис Лауре Кэнфилд, урождённой Чартерис (10 августа 1915 — 19 февраля 1990), вдове наследника американского издательства Майкла Темпла Кэнфилда (1926—1969), чьей первой женой была Кэролайн Ли Бувье, сестра Жаклин Кеннеди-Онассис. Фрэнсис Лаура была второй дочерью Лоуренса Фрэнсиса Чартериса (1886—1967), второго сына Хью Чартериса, 11-го графа Уимса, и его жены Люси Фрэнсис Теннант (1887—1925). Лаура была младшей сестрой Энн Джеральдин Мэри Чартерис (1913—1981), жены писателя Яна Флеминга. До брака с герцогом Мальборо Лаура была дважды замужем. В 1933—1942 годах её первым мужем был Уолтер Лонг (1911—1944), 2-м виконт Лонг, а в 1943—1954 годах состояла во втором браке с Уильямом Уордом (1894—1969), 3-м графом Дадли.